# Северна Уей
Северна Уей (на китайски: 北魏; на пинин: Běi Wèi) е държава в Източна Азия, съществувала от 386 до 535 година в северната част на днешен Китай.
Северна Уей възниква през 386 година, когато сиенбейският род Туоба се отцепва от Късна Цин и образува собствена държава в днешна Вътрешна Монголия. Владетелите на Южна Лян използват титлата император и през 439 година успяват да обединят целия Северен Китай. С това те слагат край на епохата на Шестнайсетте царства и поставят началото на периода Южни и северни династии. Северна Уей контролира Северен Китай до 535 година, когато се разделя на Източна Уей и Западна Уей.

## Владетели на Северна Уей
| Официално име | Официално име | Лично име  | Управление |
| ------------- | ------------- | ---------- | ---------- |
| 1             | Уей Даоу      | Туоба Гуей | 386 – 409  |
| 2             | Уей Минюен    | Туоба Съ   | 409 – 423  |
| 3             | Уей Тайу      | Туоба Тао  | 424 – 452  |
| 4             | Уей Нанан     | Туоба Ю    | 452        |
| 5             | Уей Уънчън    | Туоба Дзюн | 452 – 465  |
| 6             | Уей Сиенуън   | Туоба Хун  | 466 – 471  |
| 7             | Уей Сяаоуън   | Юен Хун    | 471 – 499  |
| 8             | Уей Сюену     | Юен Къ     | 499 – 515  |
| 9             | Уей Сяомин    | Юен Сю     | 516 – 528  |
| 10            | Уей Йоуджу    | Юен Джао   | 528        |
| 11            | Уей Сяоджуан  | Юен Дзийоу | 528 – 530  |
| 12            | Уей Чангуан   | Юен Йе     | 530 – 531  |
| 13            | Уей Дзиемин   | Юен Гун    | 531 – 532  |
| 14            | Уей Андин     | Юен Лан    | 531 – 532  |
| 15            | Уей Сяоу      | Юен Сиу    | 532 – 535  |